# Alexander von Bulmerincq

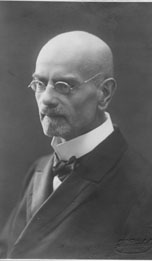
Alexander von Bulmerincq

Alexander Michael Karl von Bulmerincq (* 24. Maijul. / 5. Juni 1868greg. in St. Petersburg; † 29. März 1938 in Dorpat) war ein deutsch-baltischer evangelischer Theologe und Orientalist.

## Leben
Bulmerincq besuchte von 1876 bis 1885 das Gymnasium in Warschau, studierte ab 1885 Evangelische Theologie, Altes Testament und semitische Sprachen an der Kaiserlichen Universität Dorpat und ab 1891 in Leipzig. In Dorpat war er Mitglied des Corps Neobaltia. 1894 erhielt er in Dorpat den Grad eines Mag. theol. und wurde im selben Jahr Religionslehrer an einer dortigen Mädchenschule. 1896/97 war er zu wissenschaftlichen Zwecken wieder in Leipzig. 
1898 wurde er außerordentlicher Professor und 1907 stellvertretender ordentlicher Professor für semitische Sprachen an der Kaiserlichen Universität Dorpat. Von 1908 bis 1912 war er Dekan der Theologischen Fakultät, ab 1908 zugleich Pastor-Adjunkt an der Johannes-Kirche. Als Delegierter der Dorpater Universität nahm er an den Orientalistenkongressen in Rom (1899), Hamburg (1902), Algier (1905), Kopenhagen (1908) und Athen (1912) teil. 
1919 wurde Bulmerincq Ordinarius für Altes Testament und semitische Sprachen. Einer seiner Schüler war der Orientalist Arthur Võõbus.
Aus der Ehe mit Marie von Stiernheim entstammte der Sohn Alexander Georg von Bulmerincq.

## Auszeichnungen
- Theologische Ehrendoktorwürde der Universität Aberdeen (1906)

## Veröffentlichungen
- Das Zukunftsbild des Propheten Jeremia aus Anathot (Mag Diss.)
- Der Ausspruch über Edom im Buche Maleachi, 1906
- Über soziale Fürsorge im Alten Testament, 1910
- Der Papyrusfund von Assuan und Elephantine, 1913
- Die Religion Israels in der Richterzeit, 1914
- Der Prophet Maleachi, 2 Bände, 1936/32